# City Göteborg
Göteborg City var en Bonnier-ägd gratistidning som delades ut i Göteborg som startade i september 2006. Det var en göteborgsk edition till Stockholm City som mestadels bevakade händelser i Göteborg och Västra Götalands län. Chefredaktör var Tina Lagerström och ansvarig utgivare var Mikael Nestius.
Tidningen hade i början av år 2007 134 000 läsare enligt Orvestos läsarundersökning.
På grund av för hård konkurrens på gratistidningsmarknaden i Göteborg mellan Göteborg City, Metro och Punkt SE lades Göteborg City ned. Den sista tidningen delades ut den 21 december 2007. Den 19 maj 2008 meddelade Punkt SE:s ägare Schibsted att även Punkt SE läggs ner.